# Yinghuo-1
A Yinghuo-1 foi uma sonda espacial chinesa para a exploração de Marte, com a intenção de ser a primeira espaçonave chinesa a orbitar Marte. Ela foi lançada do Cosmódromo de Baikonur, em 08 de novembro de 2011, junto com a espaçonave de retorno de amostras russa Fobos-Grunt, que tinha a intenção de pousar na Lua de Marte Fobos, e de lá retornar amostras do solo.
A intensão da CNSA era de que a sonda Yinghuo-1 de 115 kg, orbitasse Marte por cerca de dois anos, estudando a superfície do planeta, sua atmosfera, sua ionosfera e seu campo magnético.
Pouco depois do lançamento, o esperado era que a Fobos-Grunt acionasse seu motor duas vezes para sair da órbita da Terra em direção a Marte. No entanto, esses acionamentos não ocorreram, deixando as duas sondas em órbita.
Em 17 de novembro de 2011, a mídia estatal chinesa publicou que a CNSA tinha declarado a Yinghuo-1 perdida.
Depois de um período de decaimento orbital, a Yinghuo-1 e a Fobos-Grunt efetuaram uma reentrada destrutiva em 15 de janeiro de 2012 se desintegrando sobre o Oceano Pacífico.

Esquema das órbitas planejadas para a Yinghuo-1 e para a Fobos-Grunt.